# Biserica „Adormirea Maicii Domnului” - Drujești din Curtea de Argeș
Biserica „Adormirea Maicii Domnului” - Drujești din Curtea de Argeș este un monument istoric aflat pe teritoriul municipiului Curtea de Argeș. În Repertoriul Arheologic Național, monumentul apare cu codul 13631.06.

## Istoric și trăsături
Biserica a fost ctitorită de frații Druja la sfârșitul secolului XVI - începutul secolului XVII, pe locul unei biserici mai vechi, din lemn. Fațadele, în maniera stilului muntenesc al secolului XVIII, cu modificări (1874) clasicizante la partea superioară, prezintă două rânduri de fresce parțial păstrate.  

## Imagini din exterior

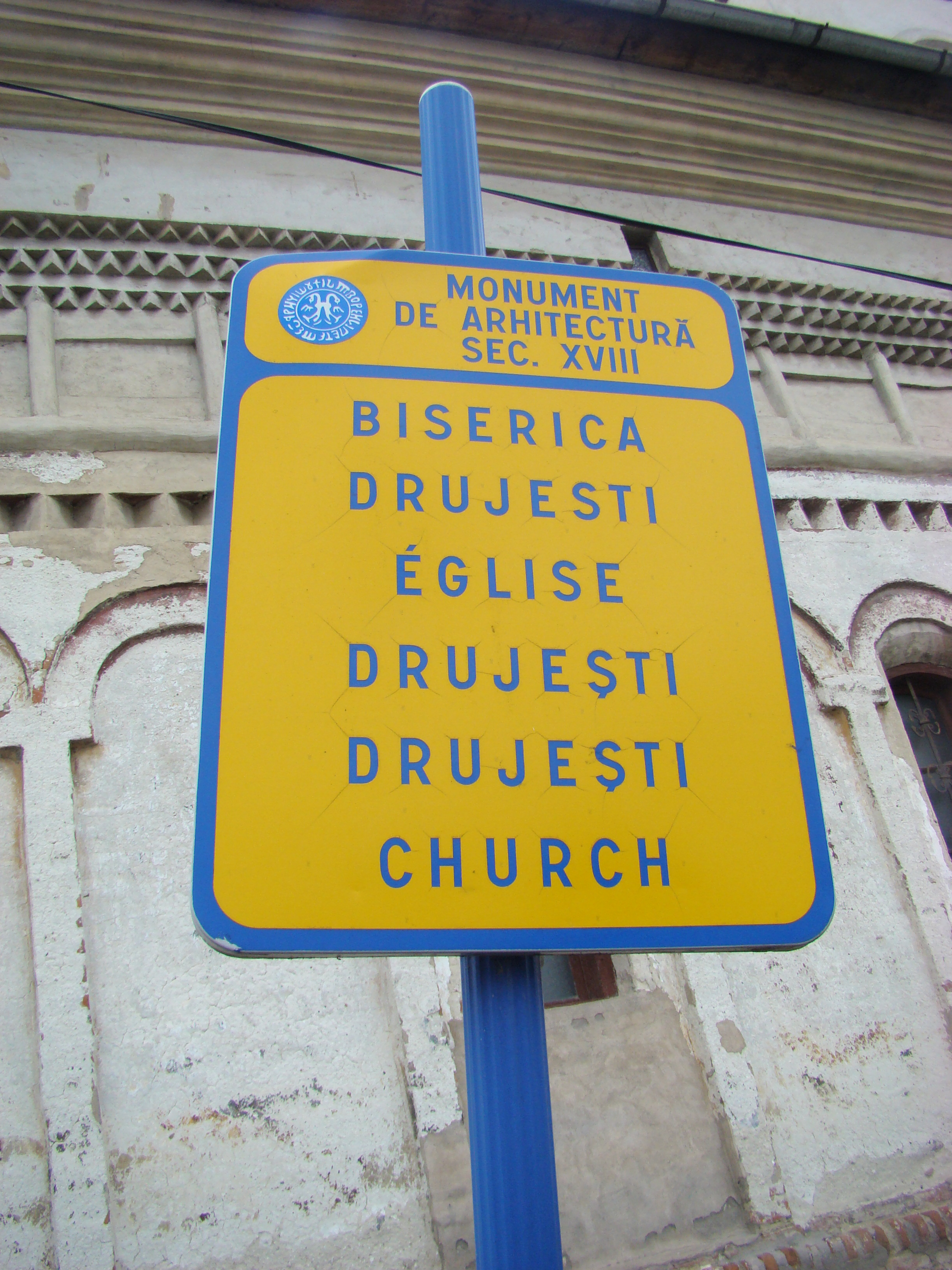
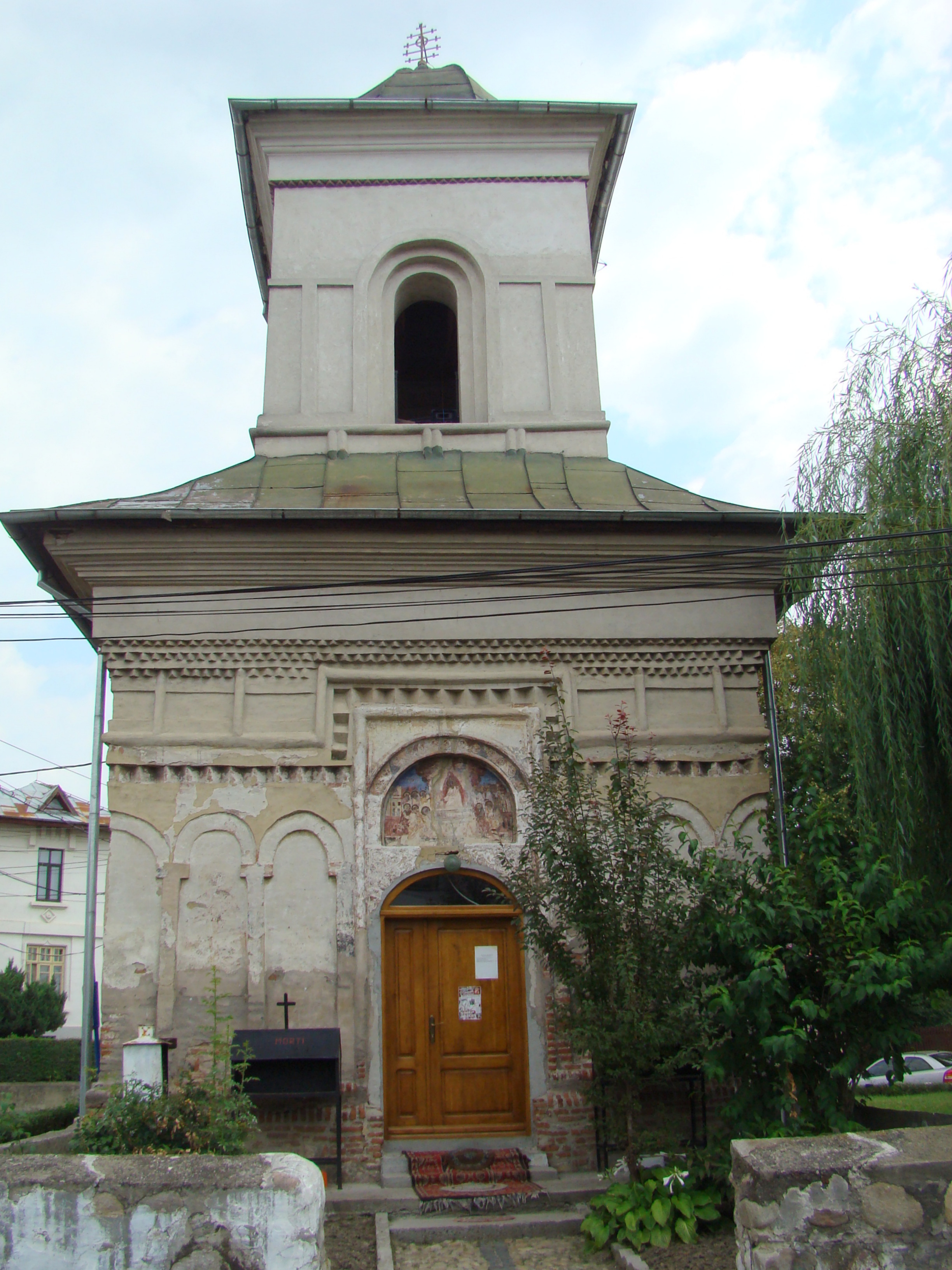
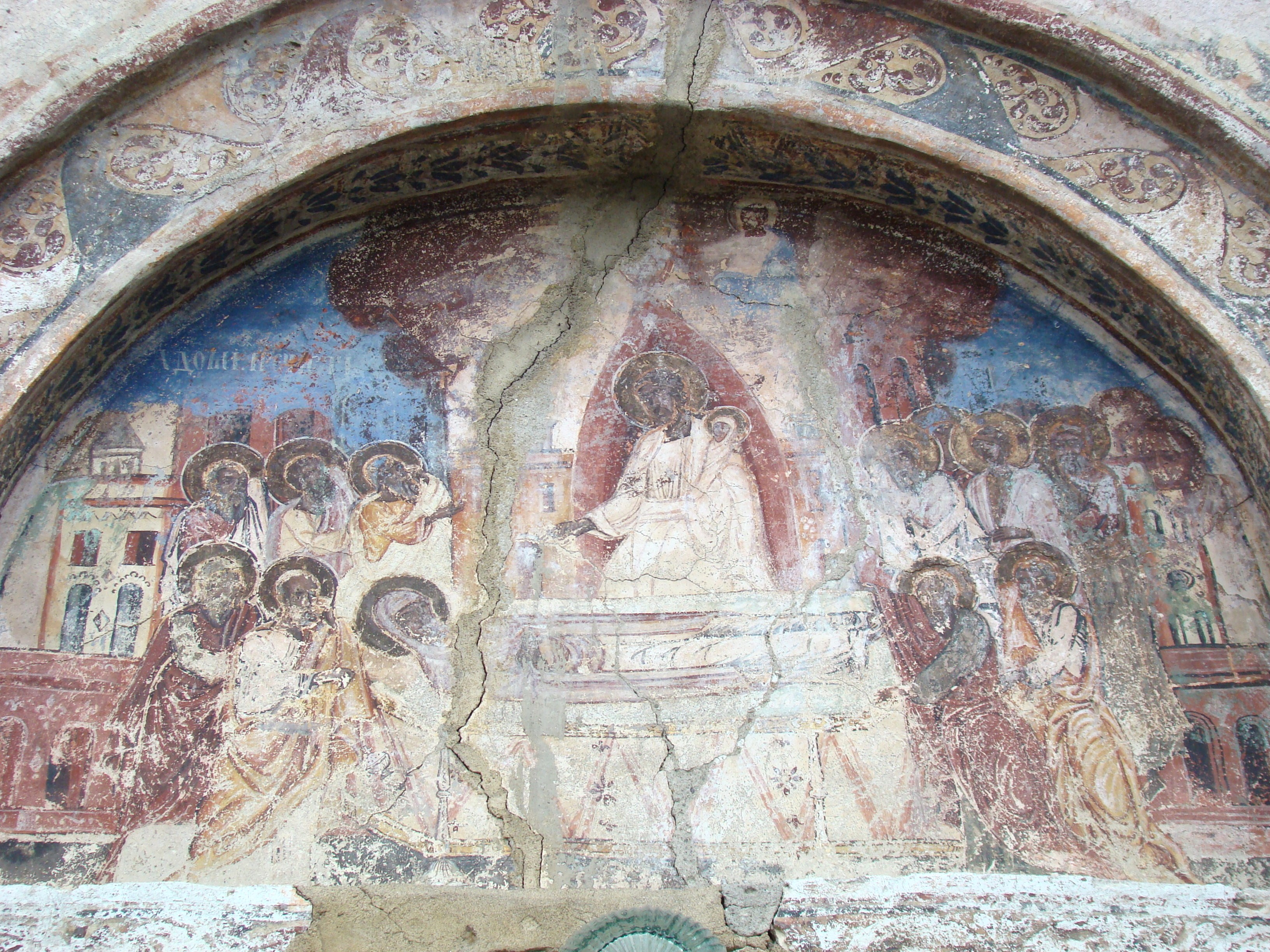
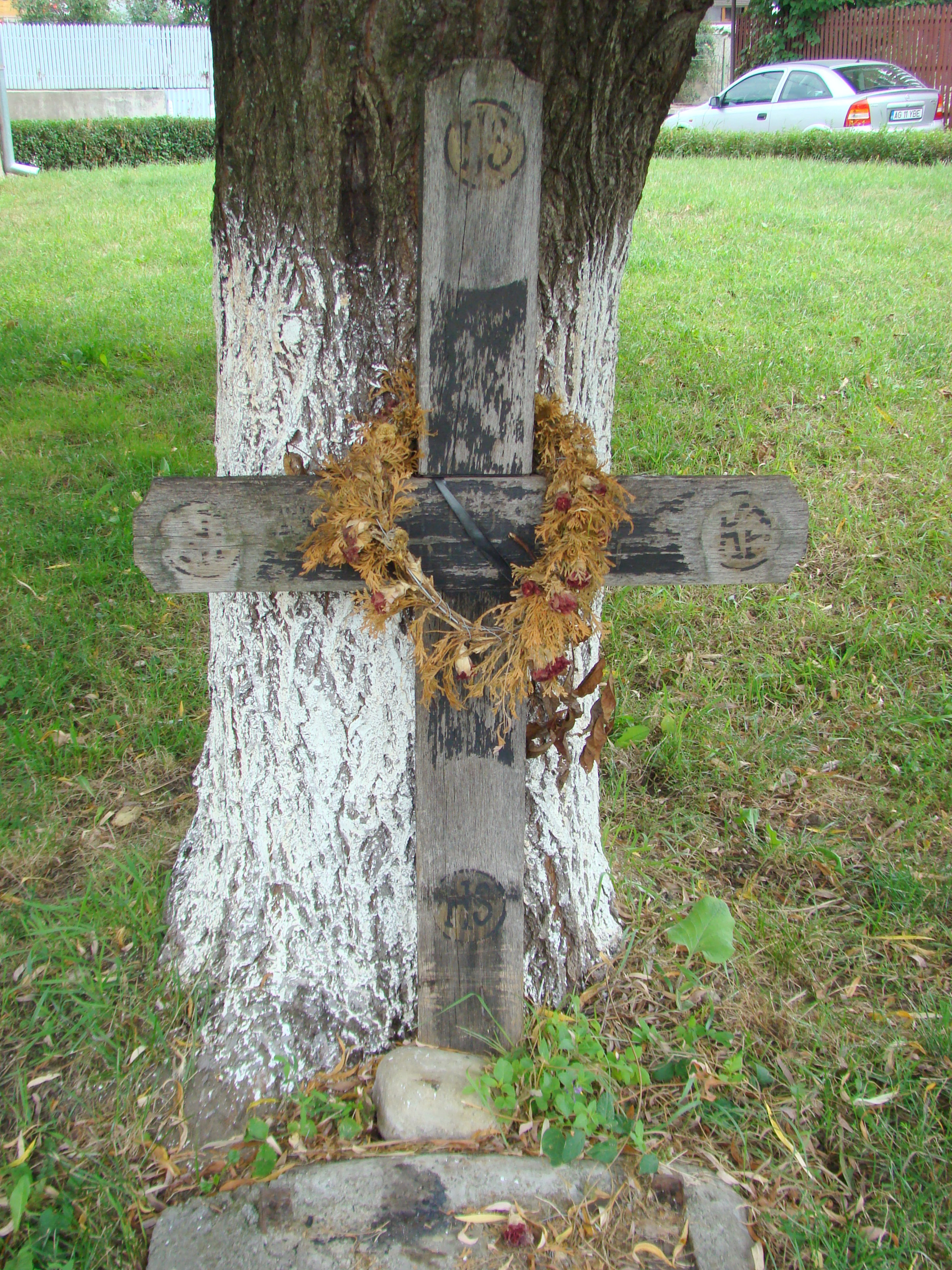
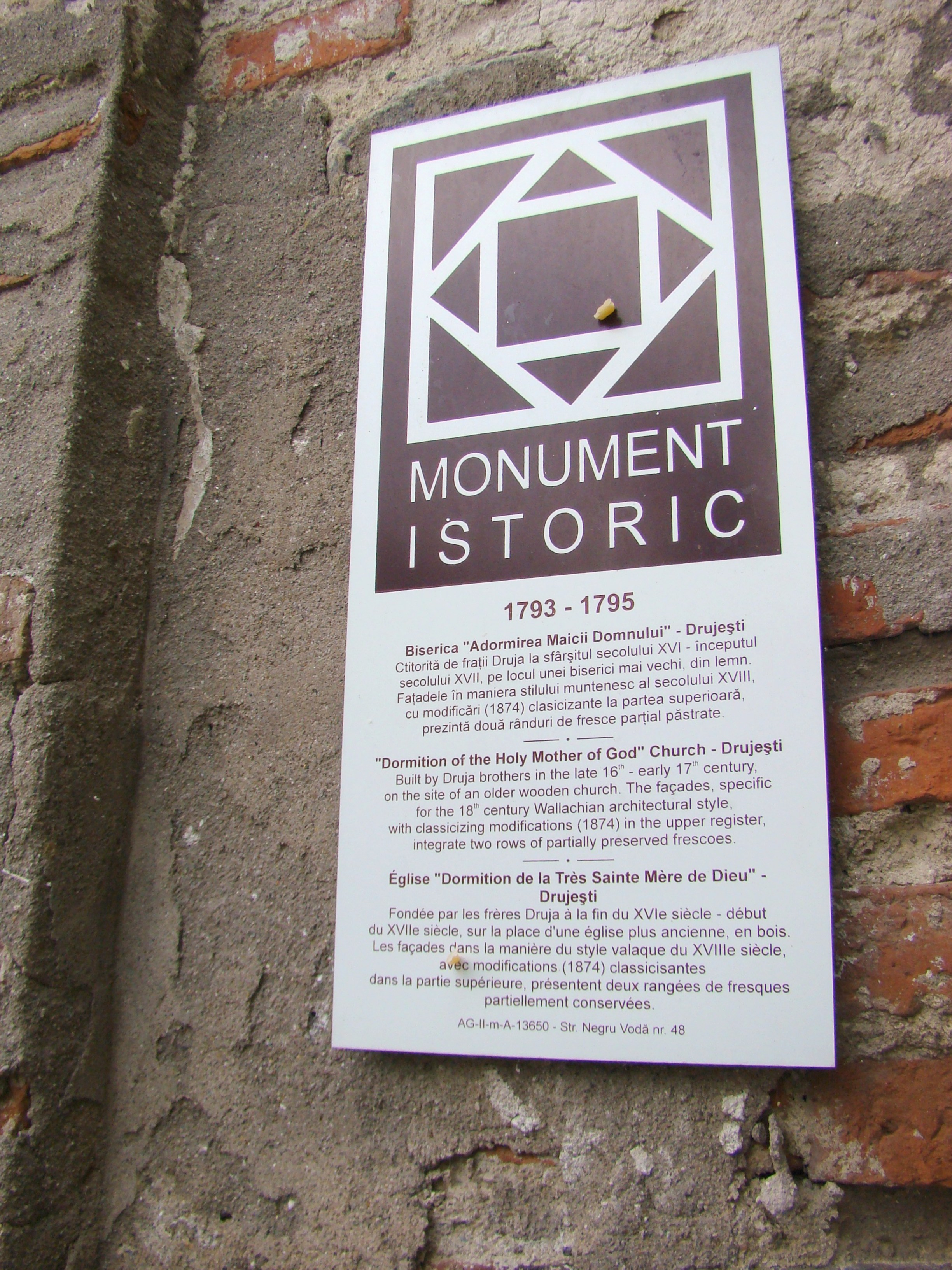
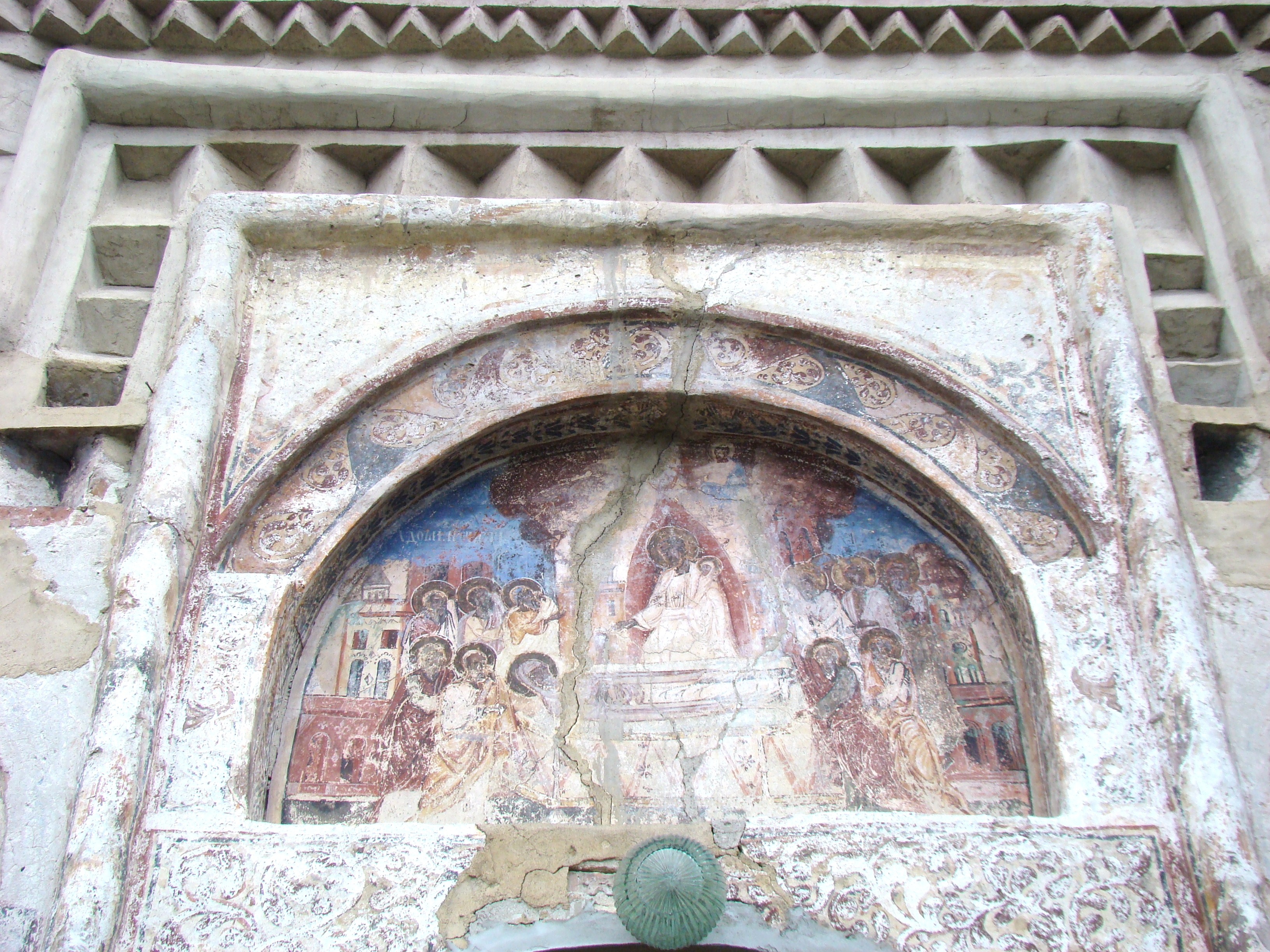
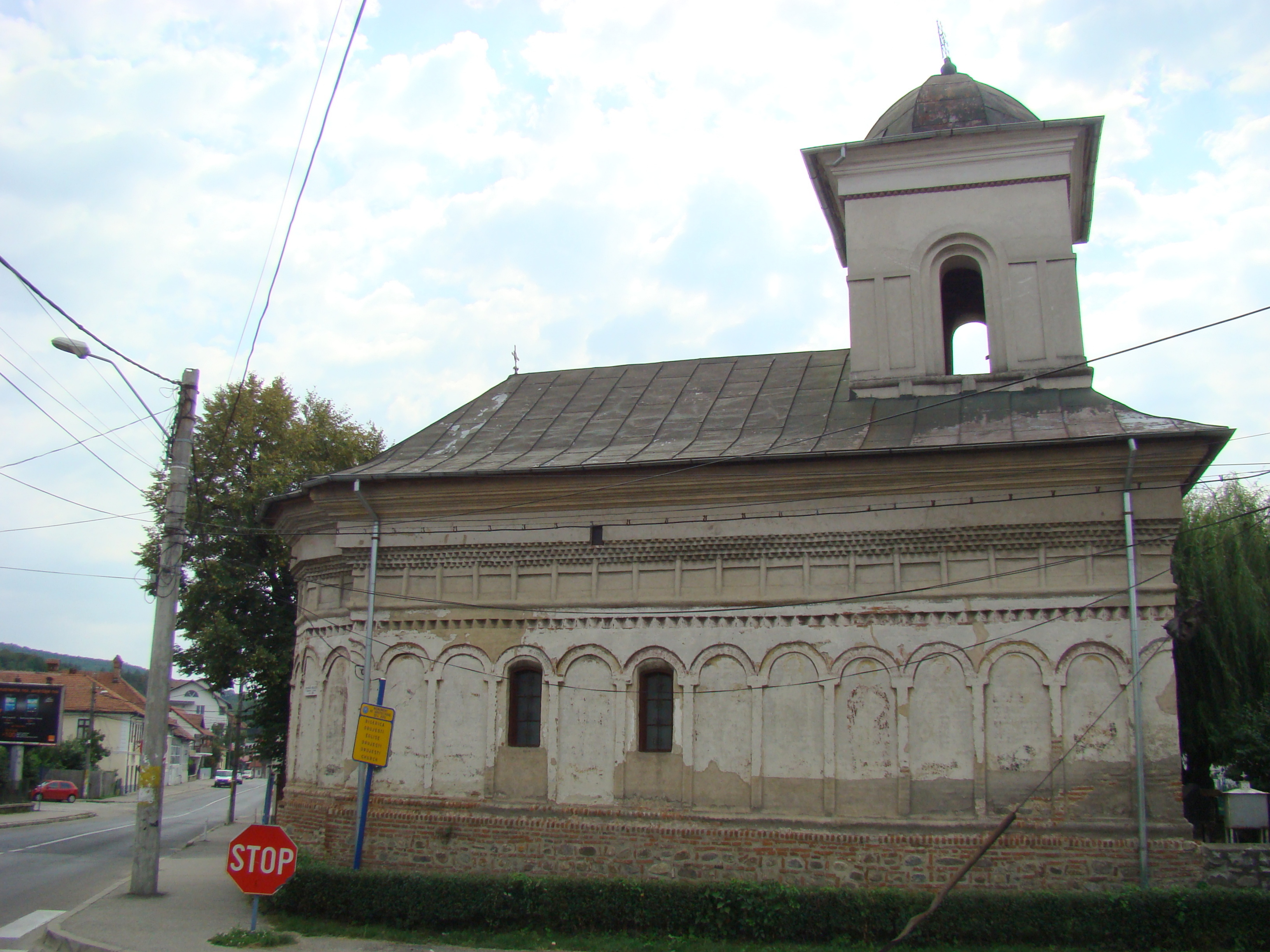
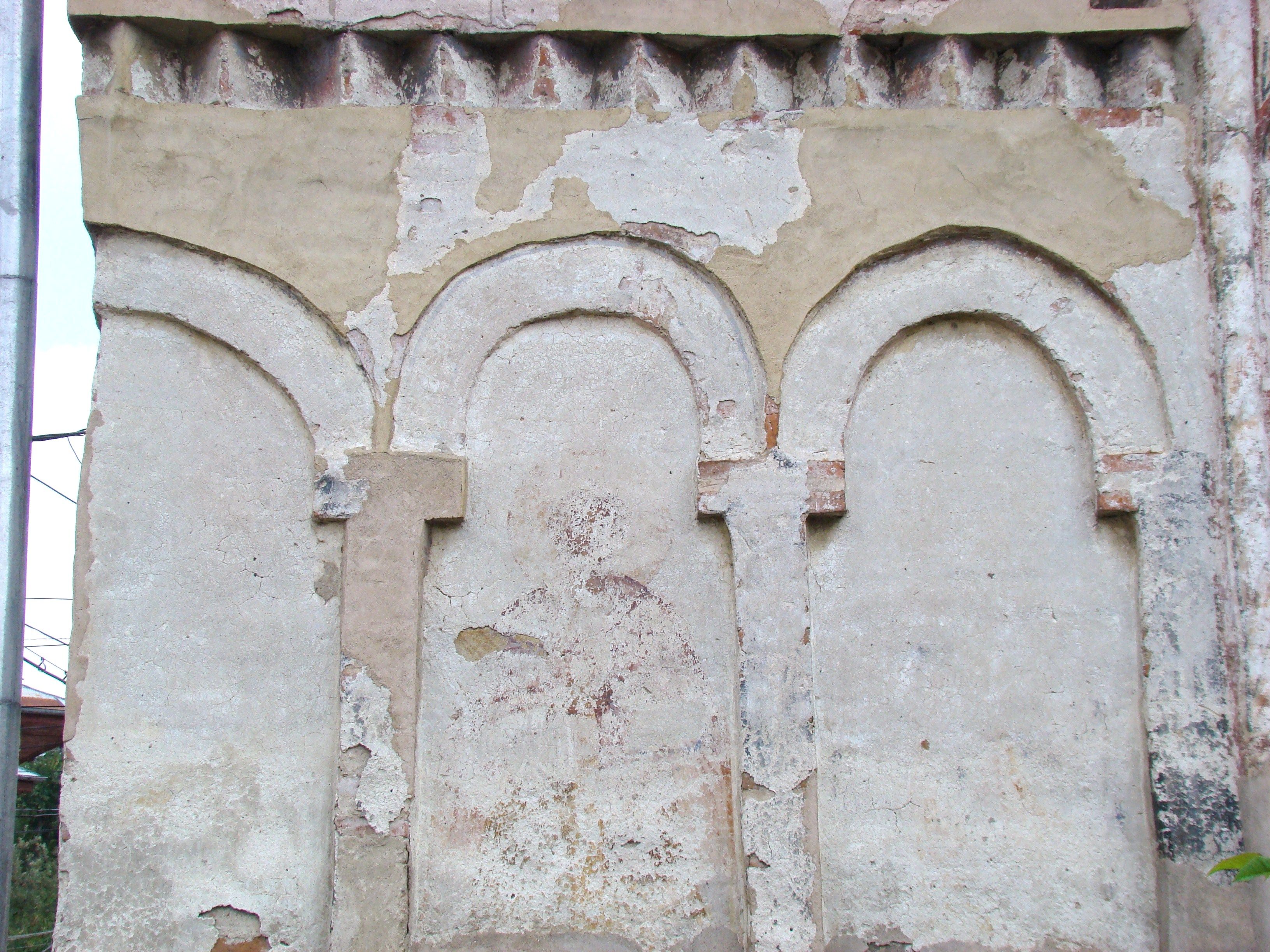
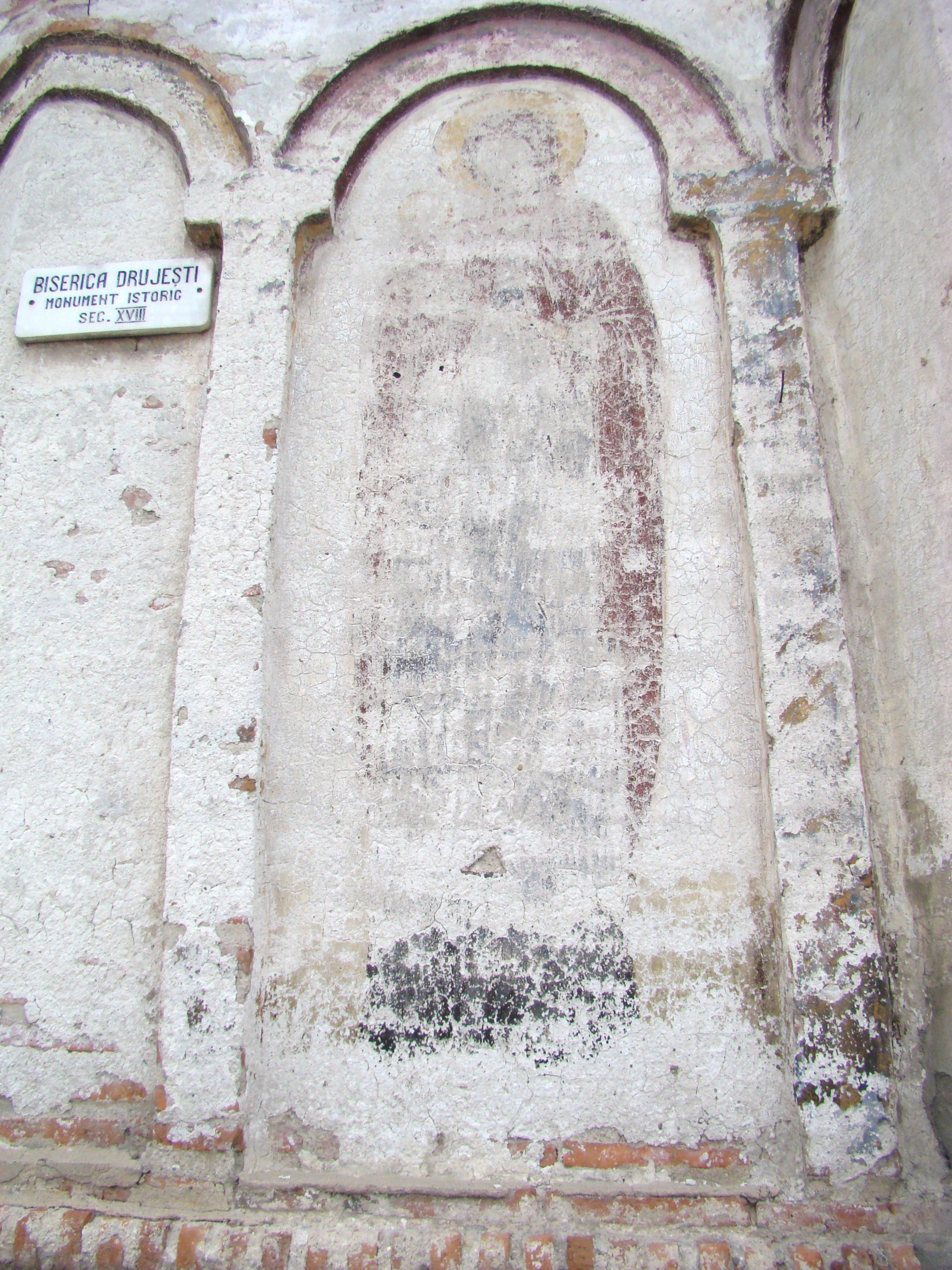
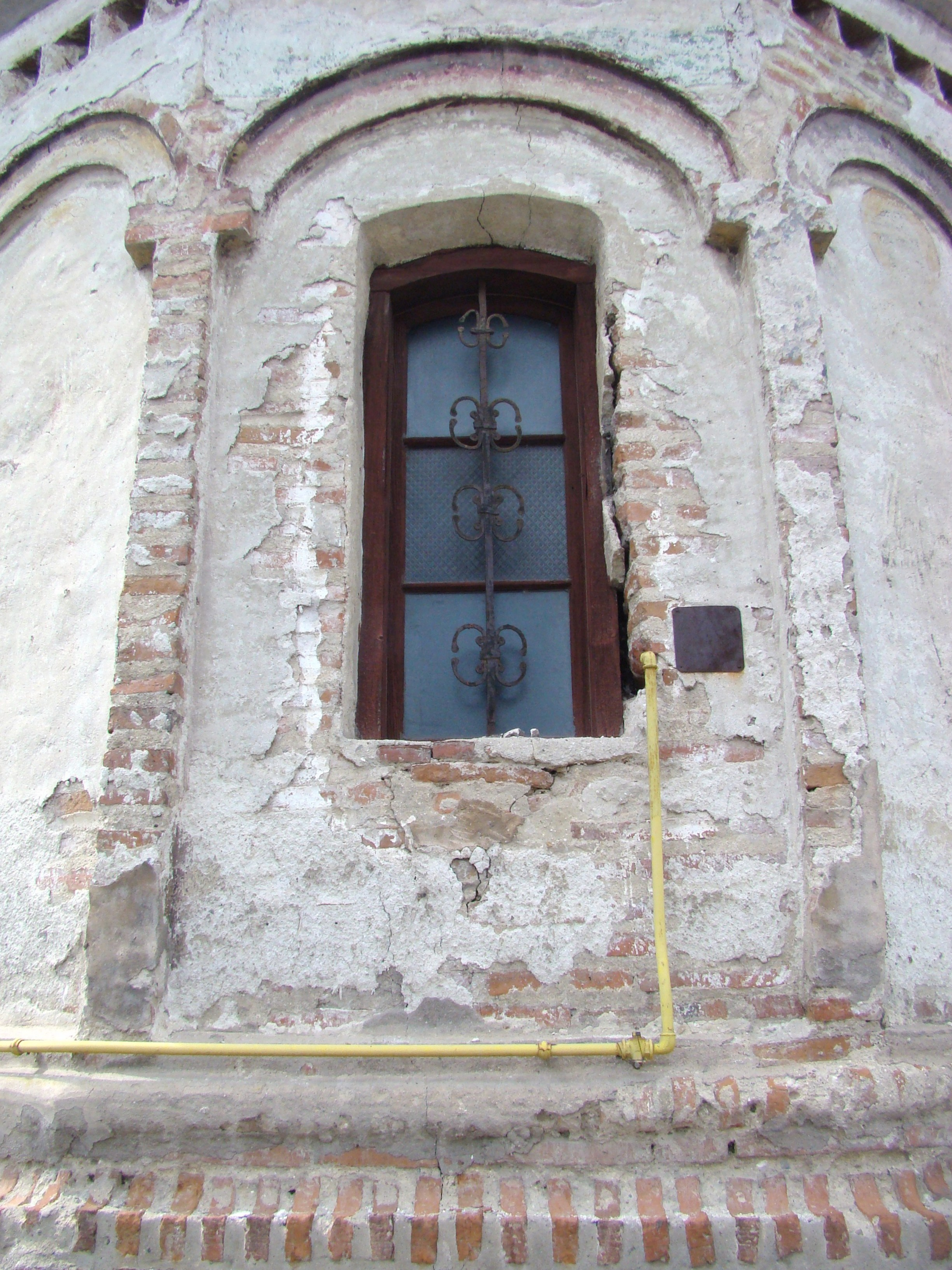
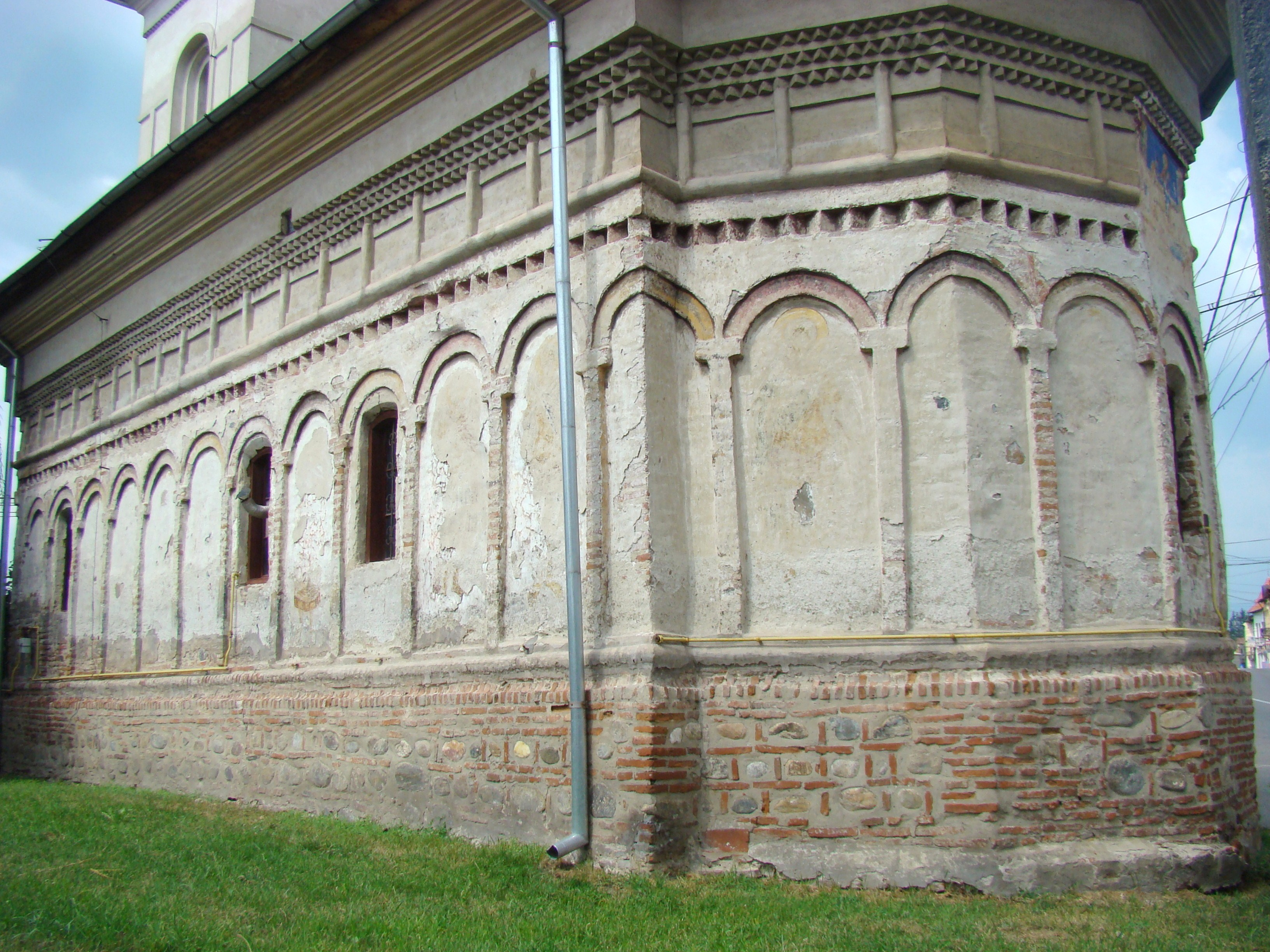
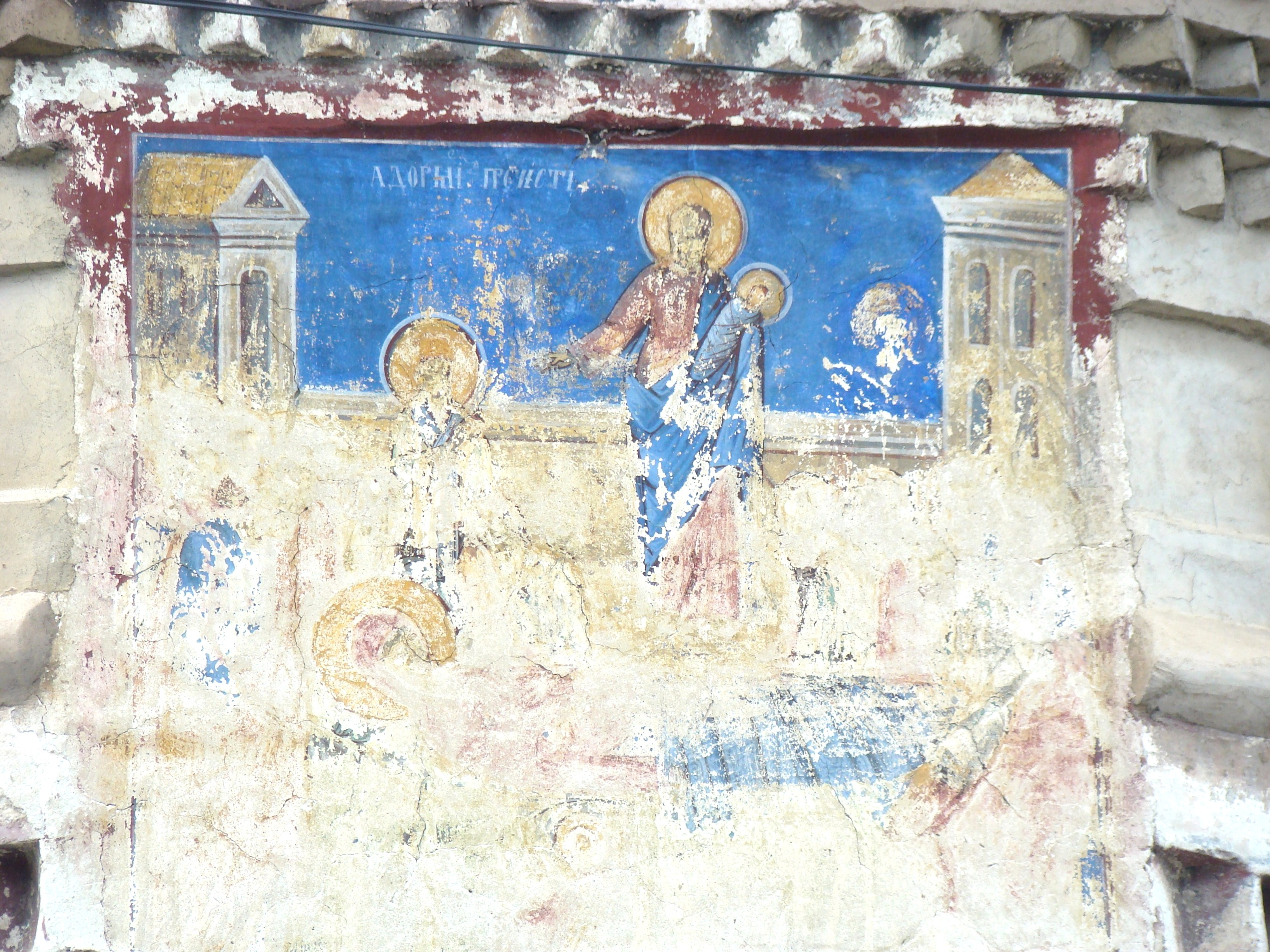
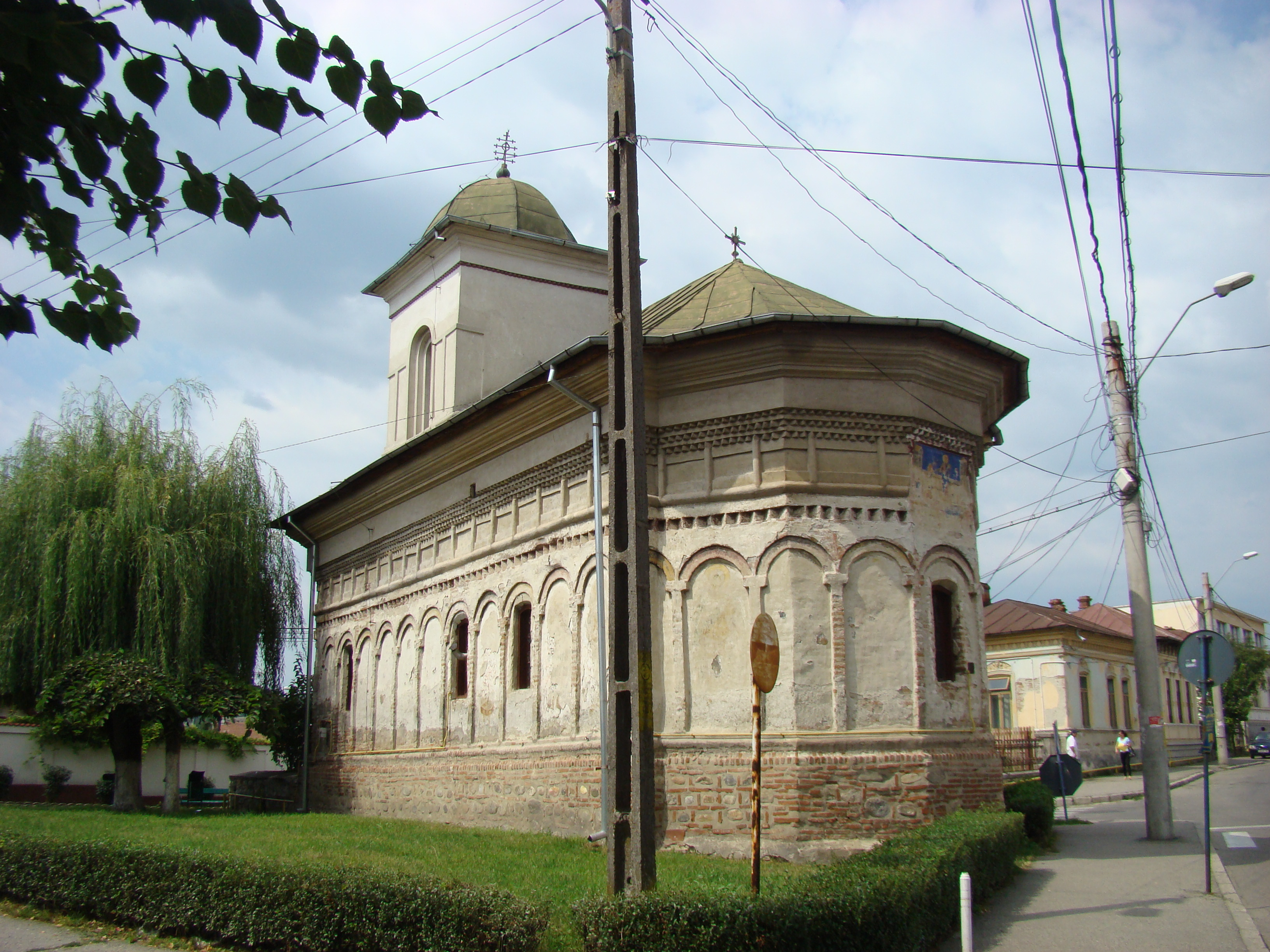
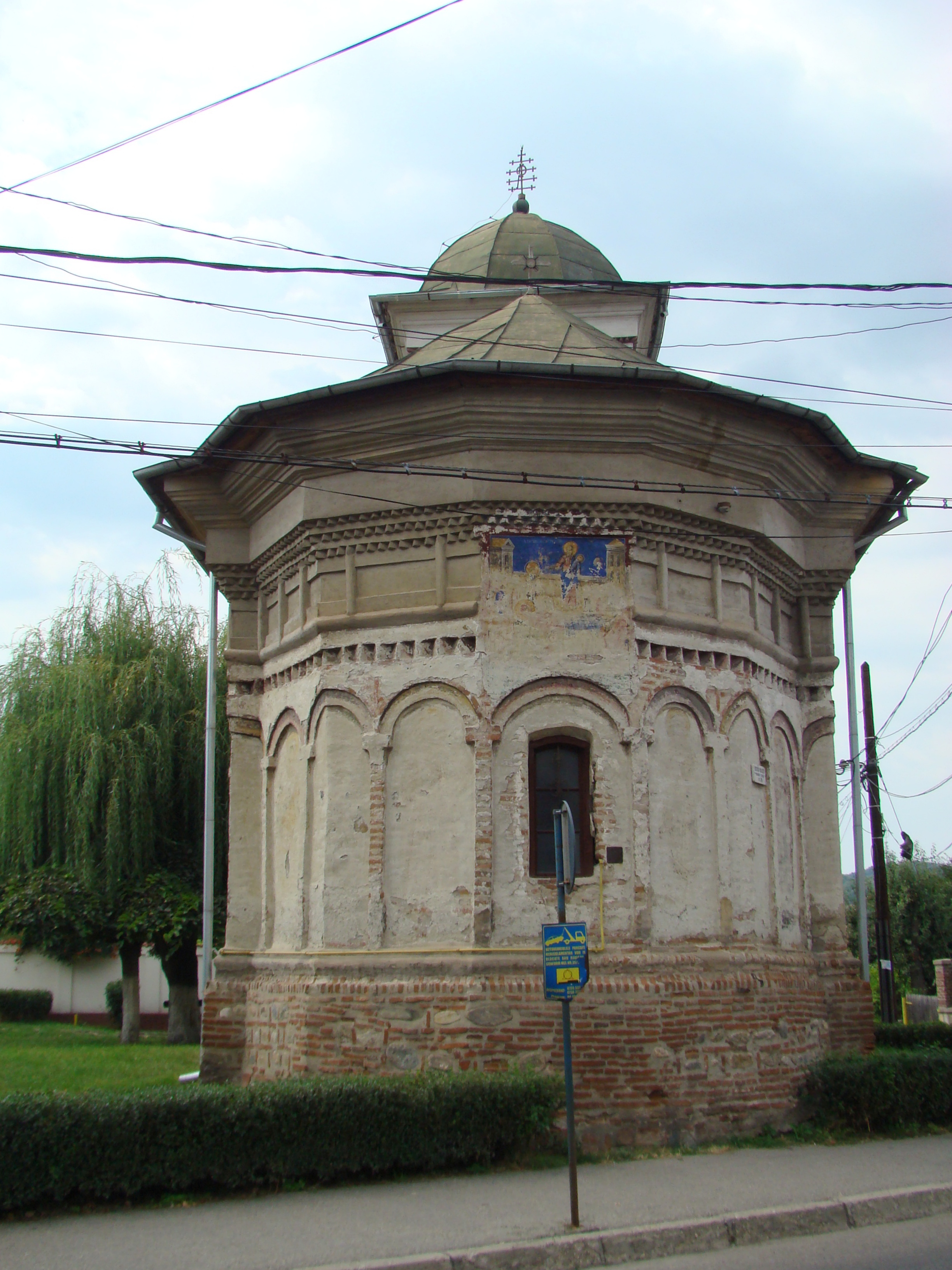